# 奇斯利亚诺
奇斯利亚诺（義大利語：Cisliano），是意大利米兰省的一个市镇。总面积14平方公里，人口3870人，人口密度276.4人/平方公里（2009年）。国家统计（ISTAT）代码为015078。